# Valley of the Damned
《Valley of the Damned》는 영국의 파워 메탈 밴드 드래곤포스의 데뷔 스튜디오 음반이다. 2000년, 밴드가 여전히 드래곤하트로 알려졌지만 동명의 데모가 녹음되어 노이즈 레코드에 전송되었고, 이후 밴드는 레이블과 계약을 체결했다. 그 후 2002년 말에 재녹음되어 밴드가 노이즈와의 계약을 체결하고 드래곤포스로 개명을 변경한 후 2003년 2월 25일, 스튜디오 음반으로 발매되었다. 이 음반은 2007년 9월 24일에 보너스 DVD와 함께 리마스터드되어 발매될 예정이었지만, 이후 연기되어 2010년 2월 22일에 밴드의 두 번째 음반인 《Sonic Firestorm》의 재발매와 함께 발매되었다.

## 제작
초기 데모는 10월 8일~12일에 녹음된 후 2000년 20일에 씬 아이스 스튜디오에서 칼 그룸 엔지니어링과 혼합되었다. 2002년 음반의 재녹음은 대부분 2002년 10월부터 서리주의 씬 아이스 스튜디오, 런던의 라머 루저 스튜디오, 허먼 리의 라머 루저 스튜디오에서 이루어졌다. 그 후 칼 그룸, 허먼 리, 샘 토트먼이 씬 아이스 스튜디오에서 믹싱하고 롭 오브리와 허먼 리가 오빗 스튜디오에서 마스터했다.

## 반응
| 전문가 평가 | 전문가 평가 |
| 평가 점수   | 평가 점수   |
| 출처        | 점수        |
| ----------- | ----------- |
| AllMusic    | [ 2 ]       |

제임스 크리스토퍼 몽거의 올뮤직 리뷰는 "영국의 거대 파워 메탈 밴드 드래곤포스의 데뷔 음반은 양극화된 작품입니다. 《Valley of the Damned》는 80년대 초 판타지 메탈에 대한 부풀려진 척추 탭 스타일의 헌정으로 해석할 수 있지만, 여러 면에서 너무 잘 연주되고 유쾌하게 실행되어 전체 장르를 재점화할 수 있습니다. 서사적인 타이틀곡부터 주먹을 휘두르는 클로즈업곡인 〈Heart of a Dragon〉까지 허먼 리와 샘 토트먼의 기타 불꽃놀이는 제3차 세계 대전처럼 하늘을 밝게 비추며 리프를 멜로디컬한 복종으로 구부리면서 오버플레이하지 않습니다. 보컬리스트 ZP 더트는 브루스 디킨슨 (아이언 메이든), 미하일 키스케 (헬로윈)와 같은 영웅을 모방하는 데 주저함이 없지만, 그의 루팡 하울은 모두 자신만의 캐릭터를 가지고 있습니다... 《Valley of the Damned》는 획기적이거나 카타르시스적이지 않을 수 있으며, "마음으로 가득 찬 욕망의 땅에서 당신은 자유를 위해 산다/우리는 영원히 더 멀리 저녁 별의 땅으로 항해할 것이다"와 같은 가사는 헤비 메탈 패러디로 선을 넘을 수 있지만, 부인할 수 없이 재미있고 전문적으로 연주되며 끝없이 재미있습니다."
2015년 인터뷰에서 음반에 대한 생각을 묻자 허먼 리는 이렇게 답했다.
| “ | 10년 전 같으면 '이런저런 일을 했으면 좋았을 텐데'라고 말했을 텐데 요즘은 그렇지 않습니다. 저는 살면서 많은 것을 배우고 경험했고, 처음에 완벽한 음반을 얻으면 갈 길이 없다는 것을 잘 알고 있습니다. 모든 것이 배우고 경험하는 것이고 항상 이전에 했던 것을 기반으로 하고 그로부터 배우고 더 나은 음반을 만들어야 합니다. 그때 우리가 생각해낼 수 있는 최고의 음반이었다고 생각합니다. 그 에너지가 있기 때문에 그 노래를 다시 녹음하면 만들 수 없었을 것입니다. 예전 같지 않을 것입니다. | ” |

2019년, 《메탈 해머》는 이 음반을 역사상 가장 위대한 파워 메탈 음반 10위로 선정했다.

## 곡 목록
모든 곡들은 특별한 언급이 없는 한 샘 토트먼과 ZP 더트에 의해 작사/작곡하였다.
| #  | 제목                                          | 작사·작곡       | 재생 시간 |
| -- | --------------------------------------------- | --------------- | --------- |
| 1. | 〈Invocation of the Apocalyptic Evil〉 (기악) | 바딤 프루자노프 | 0:15      |
| 2. | 〈Valley of the Damned〉                      |                 | 7:12      |
| 3. | 〈Black Fire〉                                |                 | 5:47      |
| 4. | 〈Black Winter Night〉                        |                 | 6:30      |
| 5. | 〈Starfire〉                                  |                 | 5:54      |
| 6. | 〈Disciples of Babylon〉                      | 더트, 허먼 리   | 7:17      |
| 7. | 〈Revelations〉                               |                 | 6:52      |
| 8. | 〈Evening Star〉                              | 리, 더트        | 6:40      |
| 9. | 〈Heart of a Dragon〉                         |                 | 5:24      |